# Elymnias nesaea
Elymnias nesaea är en fjärilsart som beskrevs av Carl von Linné 1758. Elymnias nesaea ingår i släktet Elymnias och familjen praktfjärilar. Inga underarter finns listade i Catalogue of Life.

## Bildgalleri

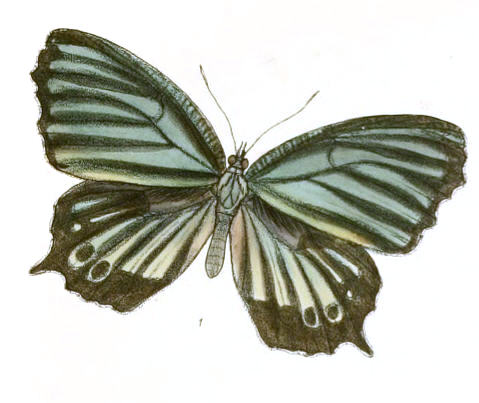
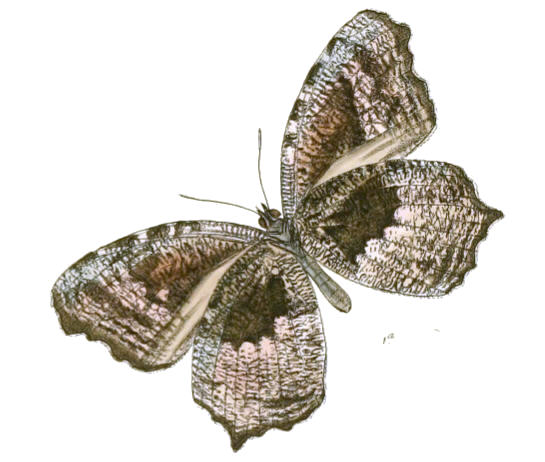
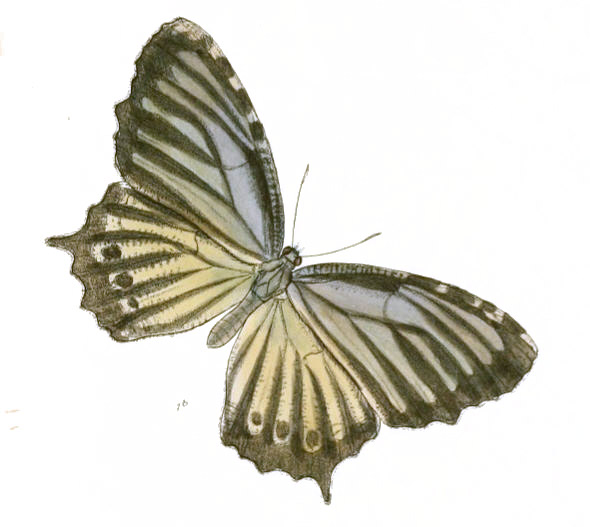
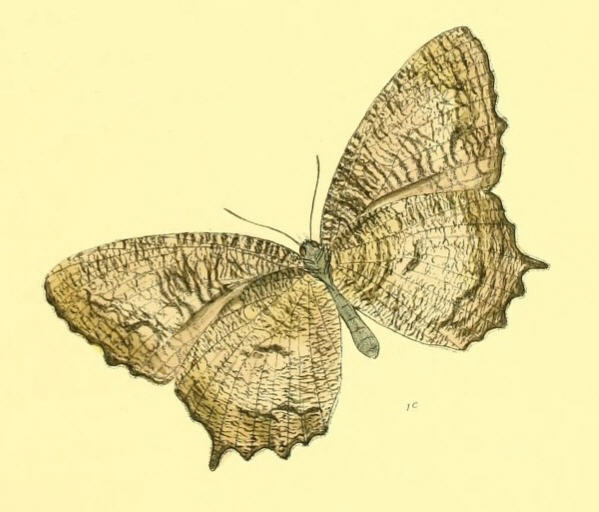